# Chery Kimo
Chery Kimo — 5-х дверне авто класу «B». Виготовляється в Китаї компанією Chery Automobile починаючи з 2007 року.

## Опис

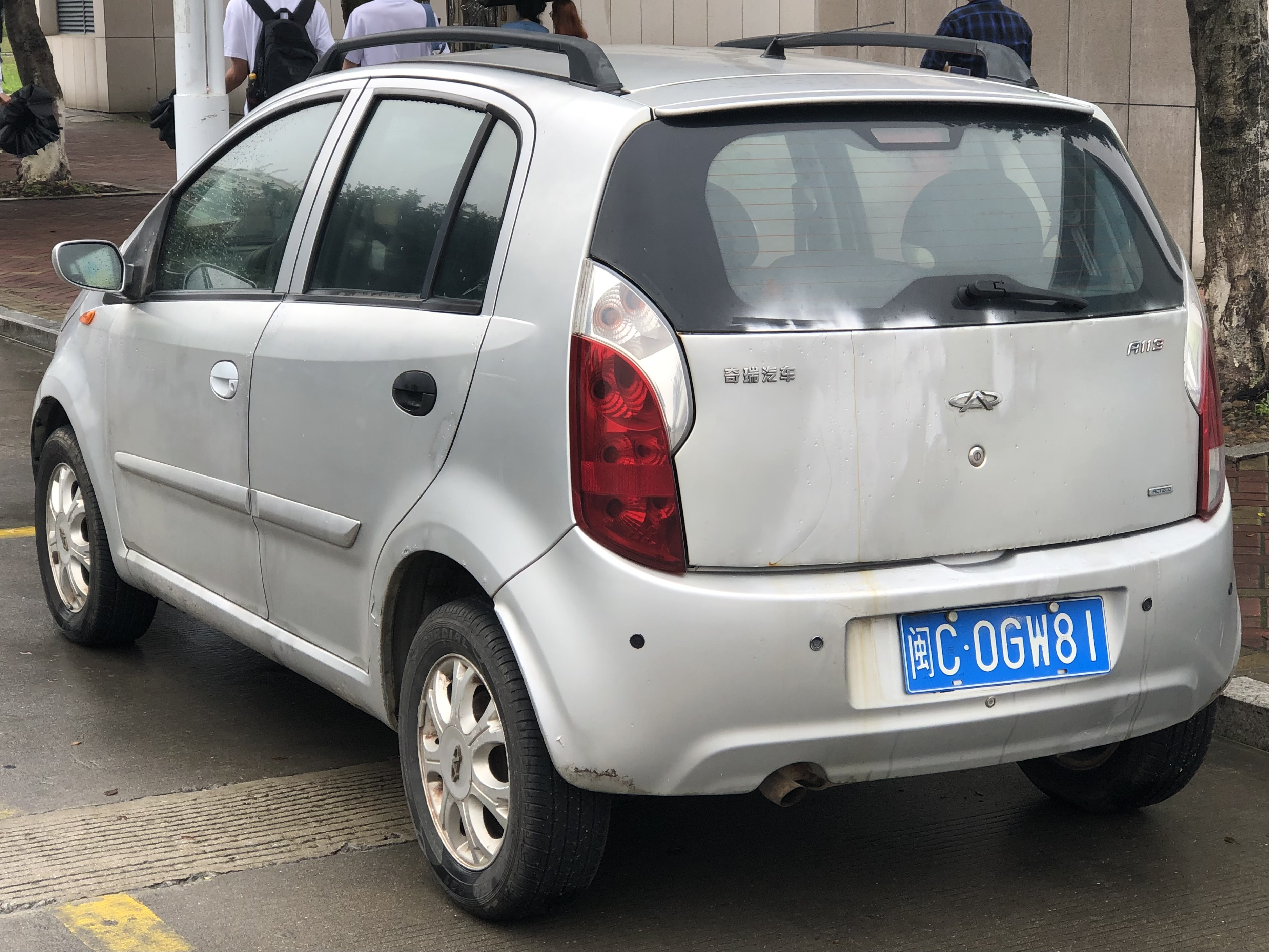
Chery Kimo

Авто було презентовано в листопаді 2006 року на Пекінському автосалоні. 
В Україні Kimo показали на автосалоні SIA’2007.
Авто створено як наступник моделі QQ3. Воно 150 мм довше, ширше на 82 мм, і вище. 
На Кімо встановлено новий двигун ACTECO 1,3 л, який розганяє його до 156 км/год. Це вже друге авто нової «лінії» Chery (першим був Chery Elara), яке в Чері відносять до нової генерації авто, створених повністю у Китаї, хоча роботи над Kimo велися у тісній співпраці з Chrysler Group, а дизайн створений відомим італійським автоательє Bertone.